# Gebrüder Faller

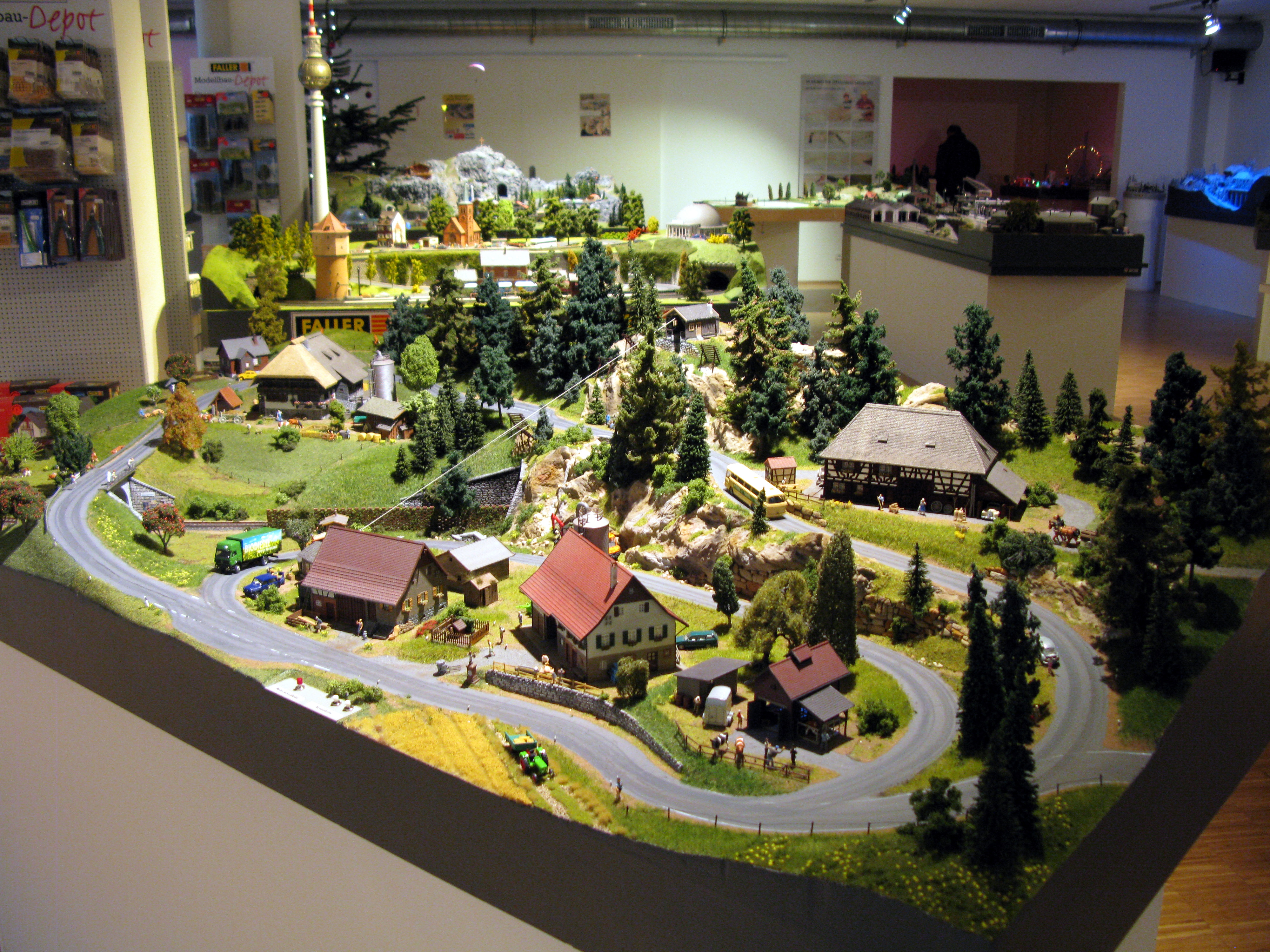
Ausstellungsraum in Gütenbach

Die Gebr. Faller Gesellschaft mit beschränkter Haftung Fabrik für Qualitätsspielwaren ist ein Spielzeughersteller mit Sitz in Gütenbach, der sich auf Modelleisenbahn-Zubehör und Plastikmodellbau spezialisiert hat. Gegründet wurde das Unternehmen von Edwin und Hermann Faller.

## Geschichte

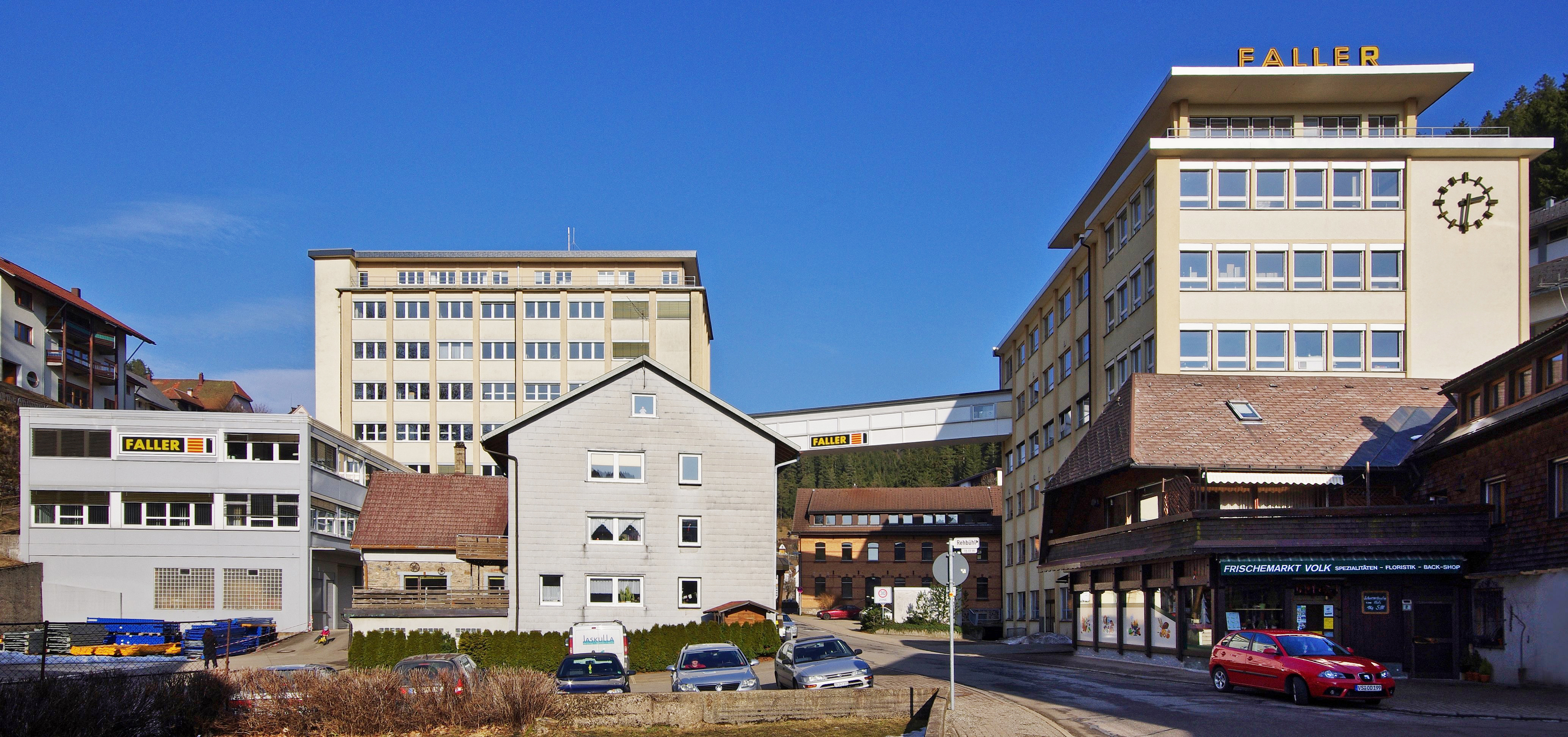
Firmengebäude in Gütenbach

Auf der Website des Unternehmens wird die Firmengeschichte nachgezeichnet. Edwin und Hermann Faller gründeten im Jahr 1946 das Unternehmen unter dem Namen Firma Hermann Faller. Anfänglich wurden einfache Holzbaukästen hergestellt, mit denen man zum Beispiel Modellhäuser bauen konnte. In Schwierigkeiten kam das Unternehmen 1948 zu Zeiten der Währungsreform, da Kunden nicht mehr genügend Geld für die Baukästen hatten. Das Unternehmen konnte sich mit der Produktion von Wäscheklammern über Wasser halten. Daraufhin kam die Idee auf, Zubehör für Modelleisenbahnen der Nenngröße H0 zu produzieren. So entwickelte sich das Unternehmen zu einem Weltmarktführer für Modelleisenbahnzubehör mit fast 200 Beschäftigten.
Im Jahr 1997 wurde das Modellbauunternehmen POLA übernommen, dessen Produkte zum Teil in das eigene Programm aufgenommen wurden. In den Nenngrößen N und HO werden alte POLA-Modelle heute unter dem Markennamen Faller verkauft, in Spur G wird POLA als Markenname weiterverwendet.
Am 28. August 2009 beantragte das Unternehmen wegen drohender Zahlungsunfähigkeit Insolvenz; zum vorläufigen Insolvenzverwalter wurde der Stuttgarter Rechtsanwalt Volker Grub bestellt. Ursächlich für die Insolvenz war der Rückgang der Nachfrage für Modelleisenbahnen, Modellbau und dessen Zubehör. Die Marktverhältnisse änderten sich grundsätzlich. Die Modelleisenbahn und der Modellbau wurden zum Hobby älterer Menschen, während sich die junge Generation den Elektronikspielen zuwandte. Auch die Modelleisenbahnhersteller Märklin, Trix und Arnold waren von einer Insolvenz betroffen. Im April 2010 konnte das Insolvenzverfahren erfolgreich abgeschlossen werden, nachdem sich im Zuge eines Insolvenzplans zwei Banken verpflichtet hatten, ihre Kredite stehen zu lassen, und Geschäftsführer Horst Neidhard eine Bareinlage erbracht hatte.
2012 wurde auf dem Gelände Bloch: Der Fremde gedreht.
Im Werk gibt es mit den Miniaturwelten eine Ausstellung mit Museum für die Öffentlichkeit.
Anlässlich des 75-jährigen Jubiläums wurde ein limitiertes Modell vom Schloss Bran produziert. Der originalgetreue H0-Bausatz ist eines der größten Modelle der Firmengeschichte.

## Produkte

### Gebäude-Modelle

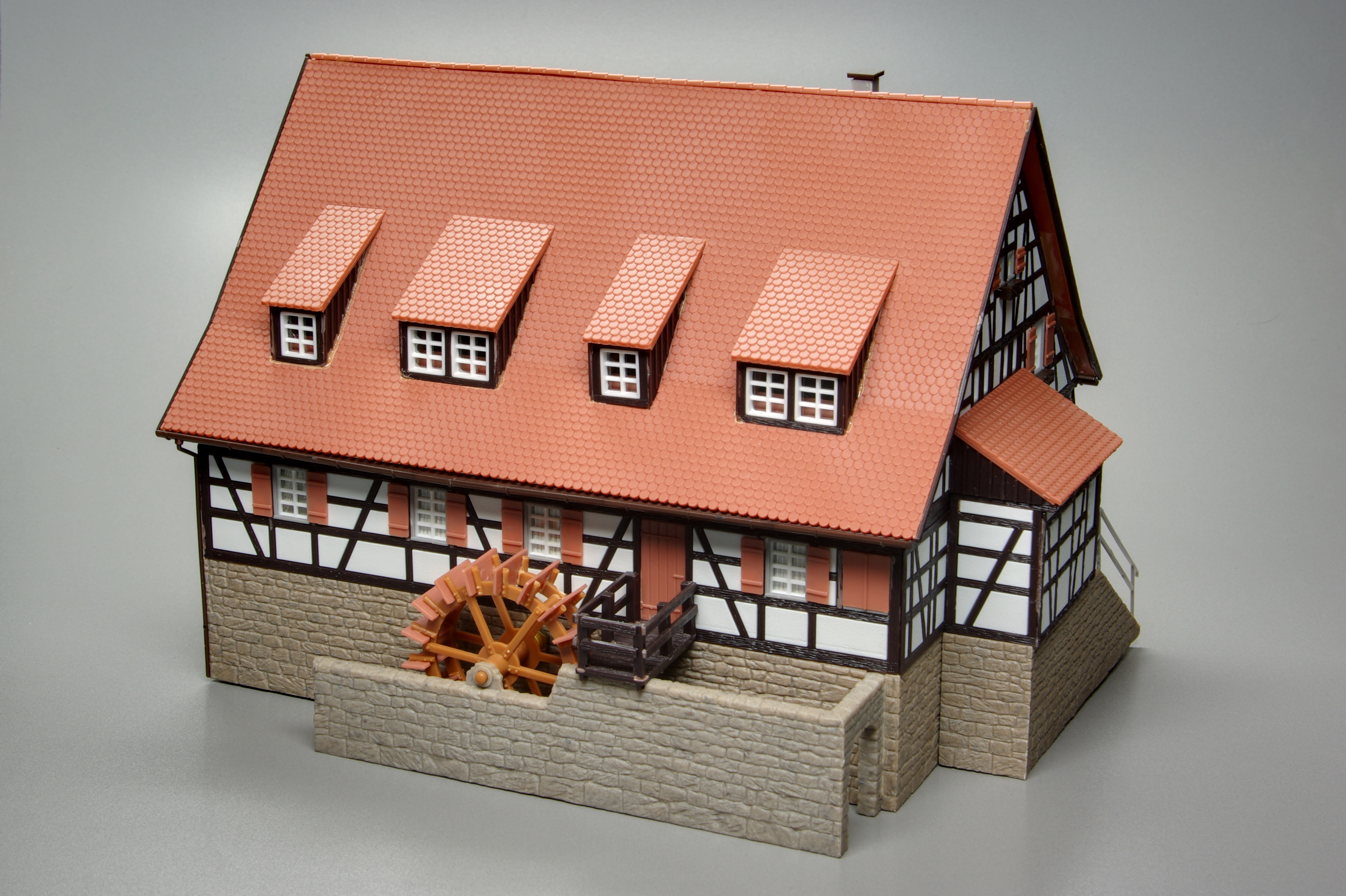
Faller Mäulesmühle

Die erste und weitaus wichtigste Produktgruppe des Unternehmens waren und sind Modellgebäude und dazu passendes Modellbauzubehör. Die ersten Häuser wurden aus Karton als Fertighäuser in der Gütenbacher Fabrik oder aber durch Heimarbeiter hergestellt und ab 1954 auch als Bausätze für die Nenngröße H0 auf den Markt gebracht. Der erste Faller-Katalog (D50) erschien 1950. Der Katalog 1952 hatte dann schon 18 Seiten. Diese ersten Modelle sind heute von Sammlern gesucht. Ab 1953 wurden zunächst Modellteile, dann Modelle aus Kunststoff (Polystyrol) gefertigt und zunächst auch als sogenannte Hintergrundmodelle mit stark reduziertem Maßstab angenähert an die Nenngröße N angeboten. Einige Kult-Objekte der 1950er und 1960er Jahre sind die Fertigmodelle Sägemühle 299, der Bahnhof Flüelen 111, die Windmühle No. 25/233 und in der dann folgenden Gemischtbauweise- und Kunststoffära der Bahnhof Cortina 113/B-113, die berühmte Villa im Tessin B-271 (Original: Villa Giovanni Guscetti in Ambri, Via San Gottardo Nr. 65) der kleine Güterschuppen B-156 und das Holzlager B-288. Von den elektromechanischen Funktionsmodellen haben die Wassermühle B-225, der moderne Brunnen B-160/B-231 und die Autorast B-215 Kultcharakter. Die Modellpalette wurde 1964 offiziell durch die Nenngröße N (Maßstab 1:160), später durch die Nenngröße Z (Maßstab 1:220) und die Nenngröße II (Maßstab 1:22,5) ergänzt. Letztere Nenngröße wird seit der Übernahme von POLA unter deren Markennamen geführt.
Faller-Modelle haben häufig reale Vorbilder, wobei vorwiegend Modelle aus dem heimischen Schwarzwald und anderen Teilen Baden-Württembergs nachgebildet werden. Bekannte Modelle realer Vorbilder sind etwa die Mäulesmühle, die Hexenlochmühle, das Martinstor in Freiburg, die Römerberg-Ostzeile in Frankfurt am Main, das Rathaus Alsfeld, die „Weltgrößte Kuckucksuhr“ aus Schonach, der Bonner Hauptbahnhof und die Alte Feuerwache Mannheim.
Heute hat sich eine lebhafte Sammlerszene um Faller-Gebäudemodelle gebildet und erzielen alte und seltene Modelle in gutem Zustand oder ungebaut im Originalkarton hohe Preise.

### Faller Train Spielzeugeisenbahn

#### Hittrain

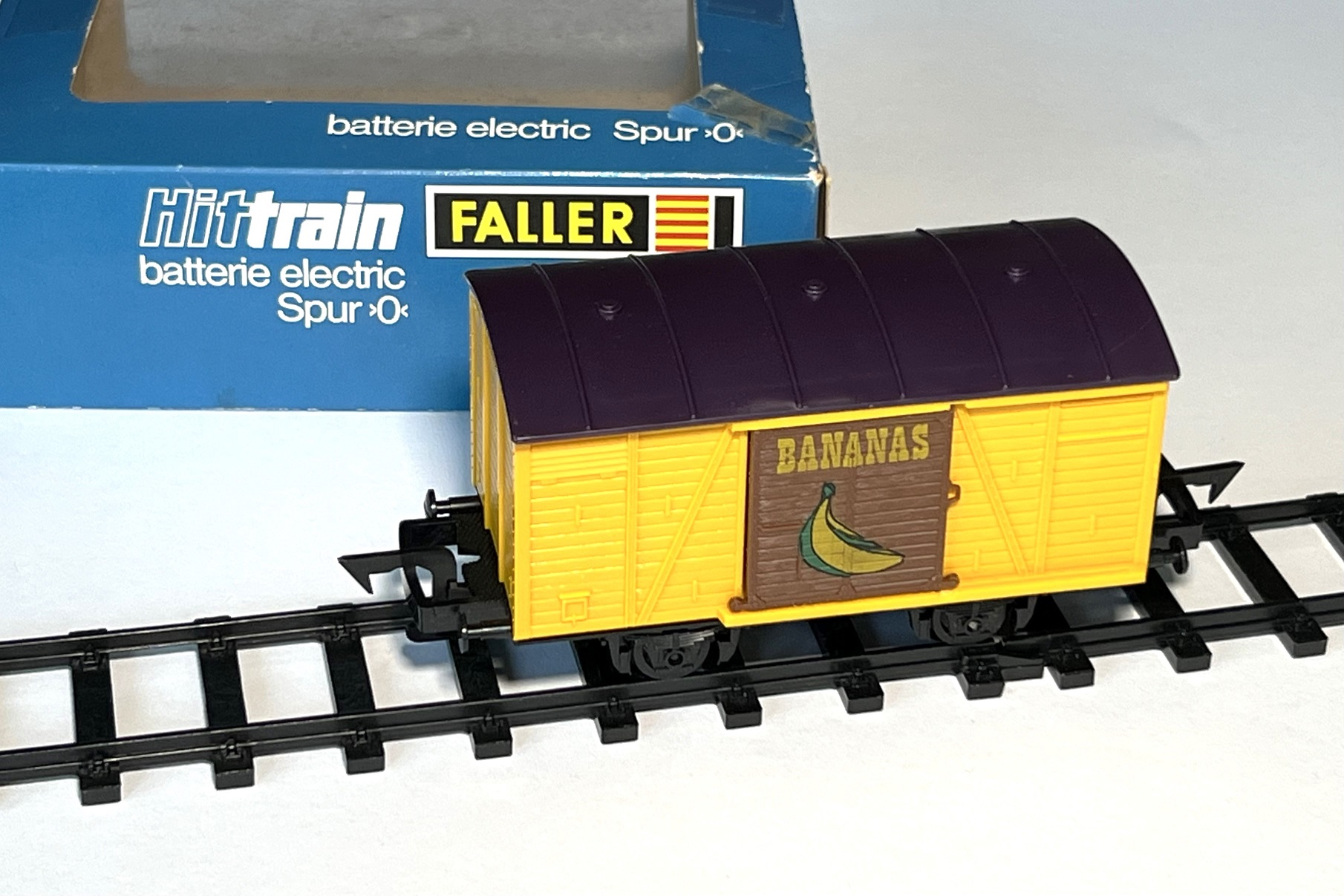
Faller Playtrain Spur 0 Bananenwagen.

Faller Hittrain, Eigenschreibweise zeitweise HiT Train, war in den 1970er Jahren eine mit einer Modellspurweite von 32 mm konzipierte Spielzeugeisenbahn für Kinder mit Gleisen der Spur 0, entsprechend der Nenngröße 0. Die Lokomotiven und Wagen bestanden aus buntem Kunststoff, die Gleise aus schwarzem Kunststoff. Die batteriegetriebenen Lokomotiven wurden über Bedienelemente gesteuert.
Die Besonderheit bestand darin, dass durch einfach in die Schienenteile integrierbare Bedienelemente die Fahrstrecke der Züge vor Fahrtbeginn programmiert und während der Fahrt an den festgelegten Stellen gesteuert werden konnte. Bedienelemente waren z. B. Fahrtrichtungswechsel (oranger Pfeil), Halt und Weiterfahrt in Fahrtrichtung (grüner Pfeil mit Bedienhebel), Halt und Weiterfahrt in umgekehrte Richtung (roter Pfeil mit Bedienhebel), Halt oder Durchfahrt (Signal), Halt oder Durchfahrt oder Fahrtrichtungswechsel (Fahrtrichtungssteuerungsgleis mit hochstehendem Hebel). Als Gleiselemente standen normierte Geraden mit einer Länge von 240 mm und normierte Kurven mit einem Radius von 360 mm (zwölf für einen Vollkreis), Weichen und Kreuzungen zur Verfügung. Diese Spielzeugeisenbahn wurde später weiterentwickelt zu Playtrain und mini Playtrain sowie e-Train. Diese bunten Fahrzeuge und das entsprechende Zubehör waren von 1970 bis 1980 erhältlich. Das Gleissystem wurde unverändert für Playtrain und mini Playtrain weiterverwendet.

#### Playtrain und mini Playtrain

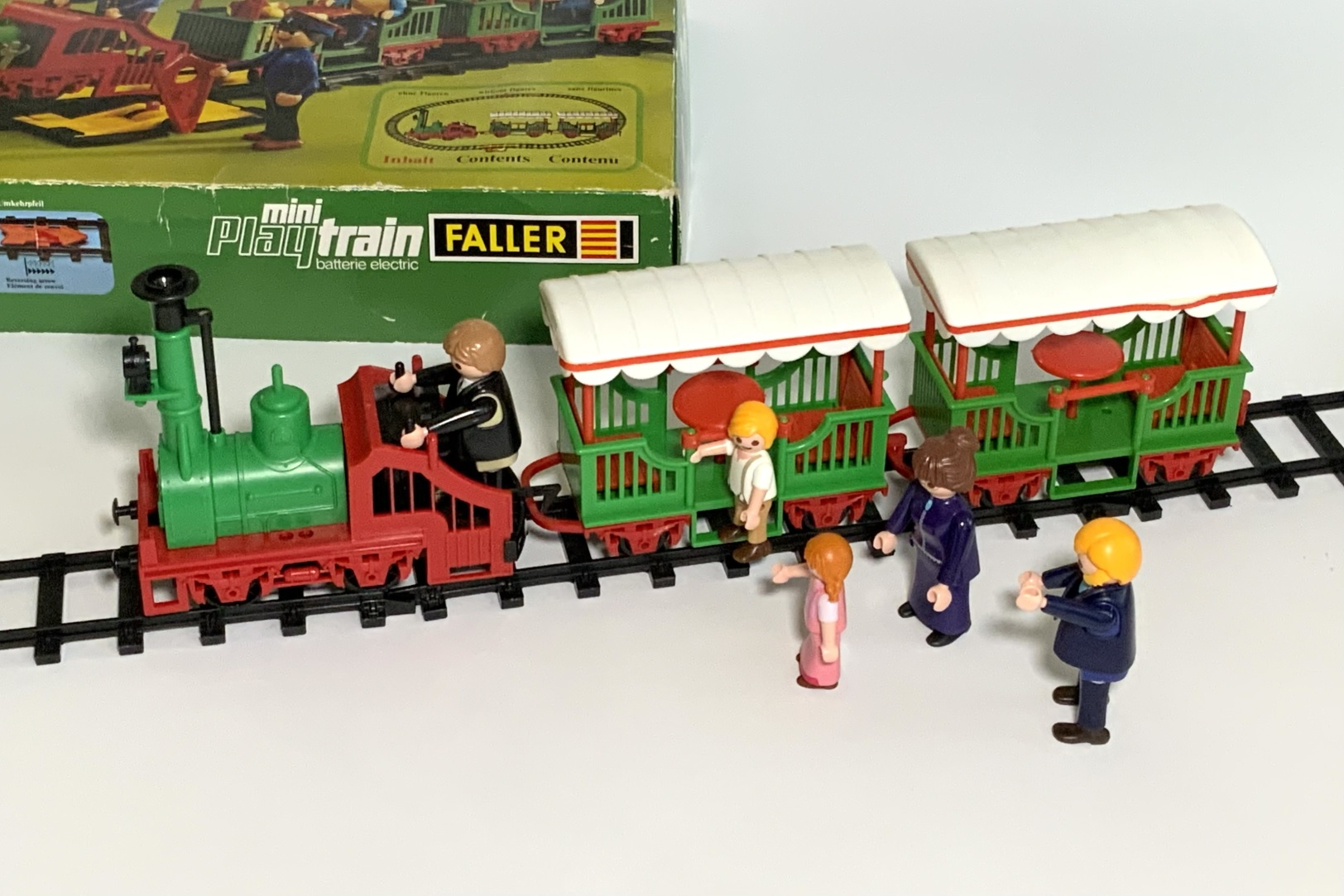
Faller mini Playtrain Zug

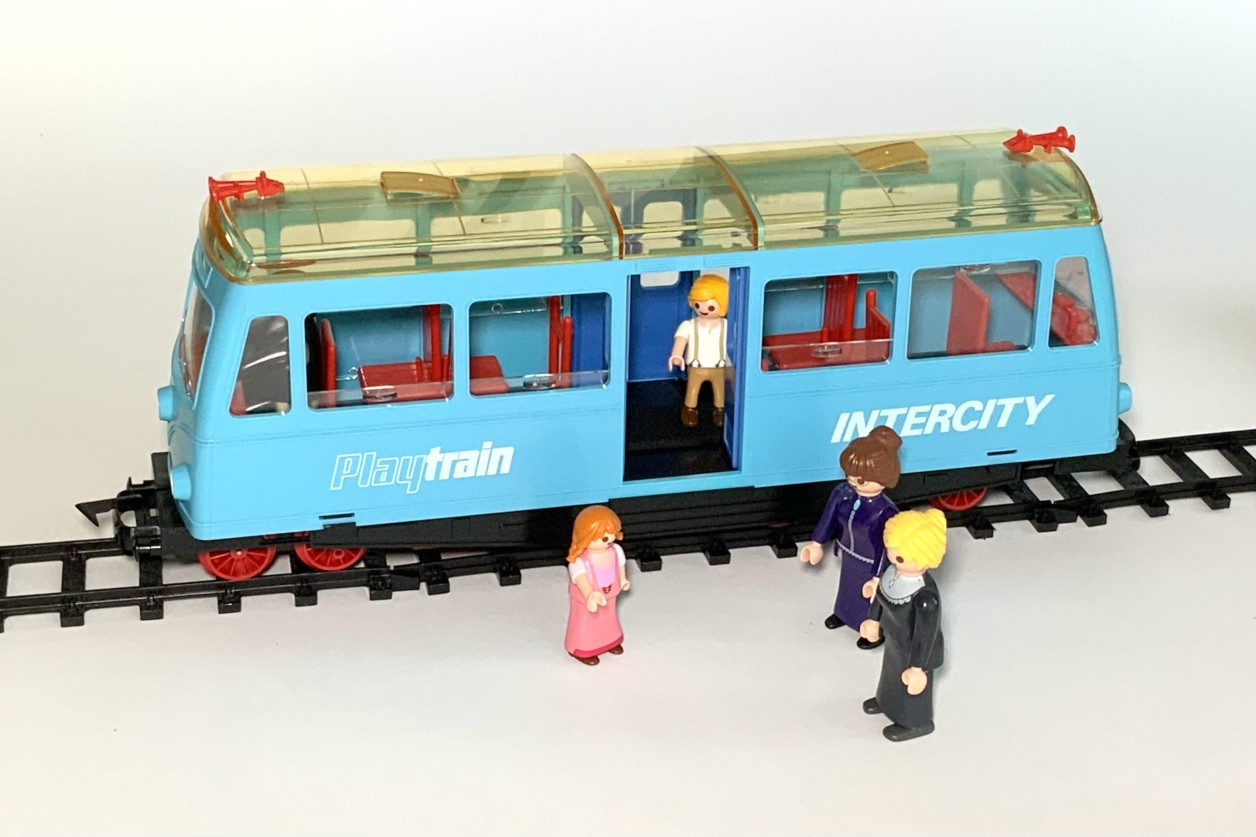
Faller Playtrain Intercity

Faller Playtrain war die erste Weiterentwicklung von Hittrain und wurde 1978 auf den Markt gebracht. Die Gleise und das Antriebssystem wurden weitgehend von Faller Hittrain übernommen, es wurden lediglich die Weichenstellhebel verkürzt, um Platz für die nun größeren Aufbauten der Fahrzeuge zu gewinnen. Die Spielzeugeisenbahn entsprach nun etwa der Nenngröße 2, konkret einer Schmalspurbahn der Spur IIe. Der größere Aufbau diente dazu, die ab 1974 neu erhältlichen Playmobil-Figuren in das Spiel zu integrieren. So waren beispielsweise die Griffstangen so ausgelegt, dass die Playmobil-Figuren mit deren Händen daran festgeklemmt werden können. Die Personenwagen und ein „Intercity“ hatten abnehmbare Dächer, sodass in den Wagen Playmobil-Figuren sitzend auf den Sitzen festgeklemmt werden konnten.

#### e-Train
Der ab 1979 erhältliche Faller e-train hatte wie Playtrain und Hittrain ebenfalls die Modell-Spurweite von 32 mm, nutzte nun aber Gleise mit voneinander isolierten Messingschienen auf braunfarbigen Kunststoffschwellen und entsprachen damit einem Zweischienen-Zweileiter-Gleissystem, wie dies damals wie heute auch von anderen Spielzeug- und Modelleisenbahnen genutzt wird. Dadurch konnten auf diesen Gleisen, zusätzlich zu den batteriebetriebenen Lokomotiven aus dem Programm von Hittrain und Playtrain, elektrische Triebfahrzeuge mit 12 Volt Gleichspannung über einen handelsüblichen Transformator (Fahrregler) betrieben werden. Die meisten Bauteile der e-train-Lokomotiven stimmen mit den Playtrain-Lokomotiven überein; der 3-Volt-Gleichstrommotor wurde lediglich durch einen 12-Volt-Gleichstrommotor ersetzt, der Platz, der durch die Batterien eingenommen wurde, wurde durch ein Gewicht ersetzt. Die Wagen wie auch das Zubehör wurden weitgehend unverändert von Playtrain übernommen.

#### Übergang von der Firma Faller zur Firma eco-Spielwaren und deren Ende
Bereits 1980 bekam Faller mit der von Playmobil selber vertriebenen Spielzeugeisenbahn Konkurrenz in der Spur IIm, die jedoch Playmobil anfänglich längere Zeit beim Ernst Paul Lehmann Patentwerk, der heutigen Marke LGB von Märklin, die dem Spielzeughersteller Simba-Dickie gehört, einkaufte.
Die Ära der Faller-Spieleisenbahnen Hittrain, Playtrain, mini Playtrain und e-train endete mit dem Verkauf der Produkte im Jahre 1986 an die Firma eco-Spielwaren, Neumarkt. Dort wurden dieselben Produkte, jedoch mit geänderten Farben und dem Markennamen PLAYTRAIN, noch einige Jahre weiterproduziert.

#### Mitbewerber aus Osteuropa
Ein bauähnliches Spielzeugeisenbahn-System wurde noch in der Zeit der Deutschen Demokratischen Republik (DDR) initiiert und unter der Markenbezeichnung Meteor von grip, später eiTech, im Zeitraum 1980 bis 2000 vertrieben.

### Automodelle

#### AMS

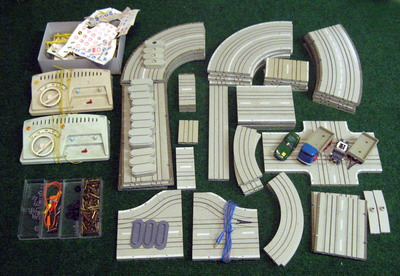
Faller AMS, Fahrbahnteile und Zubehör

AMS (Auto Motor Sport) ist ein elektrisch betriebenes Modellautosystem (Slotcar) und wurde erstmals 1963 mittels zugekaufter amerikanischer Lizenzen hergestellt. Ursprünglich war AMS als Straßenverkehrsergänzung für Modelleisenbahnen der Nenngröße H0 gedacht, worauf die angebotene Produktpalette hindeutet (Straßenelemente: Straßenkreuzungen, Verkehrsampeln, Baustellen, Bahnübergänge, Abzweigungen; Fahrzeuge: Serien-Pkw und Lkw). Dies und der unübliche Maßstab unterscheidet Faller AMS von den übrigen, gängigen Autorennbahnen. Aufgrund der damaligen Technik (Größe der Elektromotoren) waren die Pkw mit einem Maßstab von ca. 1:65 statt 1:87 allerdings etwas zu groß für die Nenngröße H0 und entsprachen eher der Spur S.

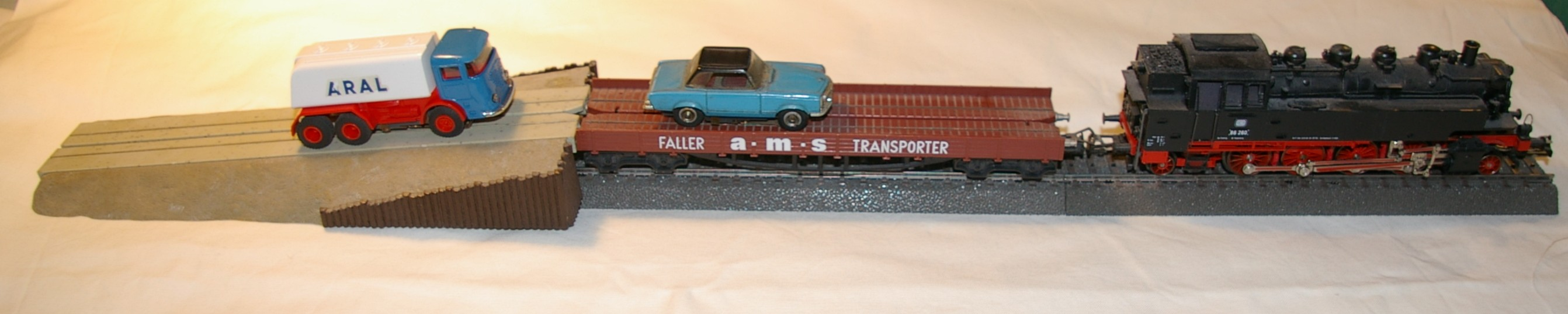
Autoverladung mit AMS-Fahrzeugen; beachte die Maßstabsunterschiede

Vorgesehen war auch die spielerische Kombination mit den Modelleisenbahnen der Nenngröße H0 durch Bahnübergänge und eine funktionierende Autoverladung. Im Laufe der Jahre wurden aber auch immer mehr Rennbahnelemente angeboten wie Rundenzähler, Steilkurven und Loopings.
1975 wurde das AMS-System um Fahrzeuge des US-Herstellers Aurora erweitert und zu AMS racing umbenannt. Die eigenen Fahrzeuge wurden von da an größtenteils als separate Motorchassis und Karosseriepackungen verkauft und sollten das bis 1980/1981 angebotene Container-Verladespiel sowie die Auto-Zug-Verladung ergänzen. AMS racing wurde bis 1985 im Katalog angeboten, zuletzt sogar mit Fahrzeugen des Unternehmens TYCO (USA). Einige Jahre wurde auch eine vom AMS-System mittels hochkant eingebauter Motoren abgeleitete Busvariante für die Spur N erzeugt, die zusammen mit einem einspurigen Fahrbahnsystem eine Ergänzung zu den Modelleisenbahnen jener Größe bot. Dieses wurde durch Aurora auch in den USA angeboten, allerdings hatte das System nur verschiedene Omnibusse als Fahrzeuge, da eine kostengünstige Herstellung von elektrisch angetriebenen Pkw-Modellen im N-Maßstab damals nicht möglich war. 1986 wurde AMS aus dem Faller-Programm genommen.

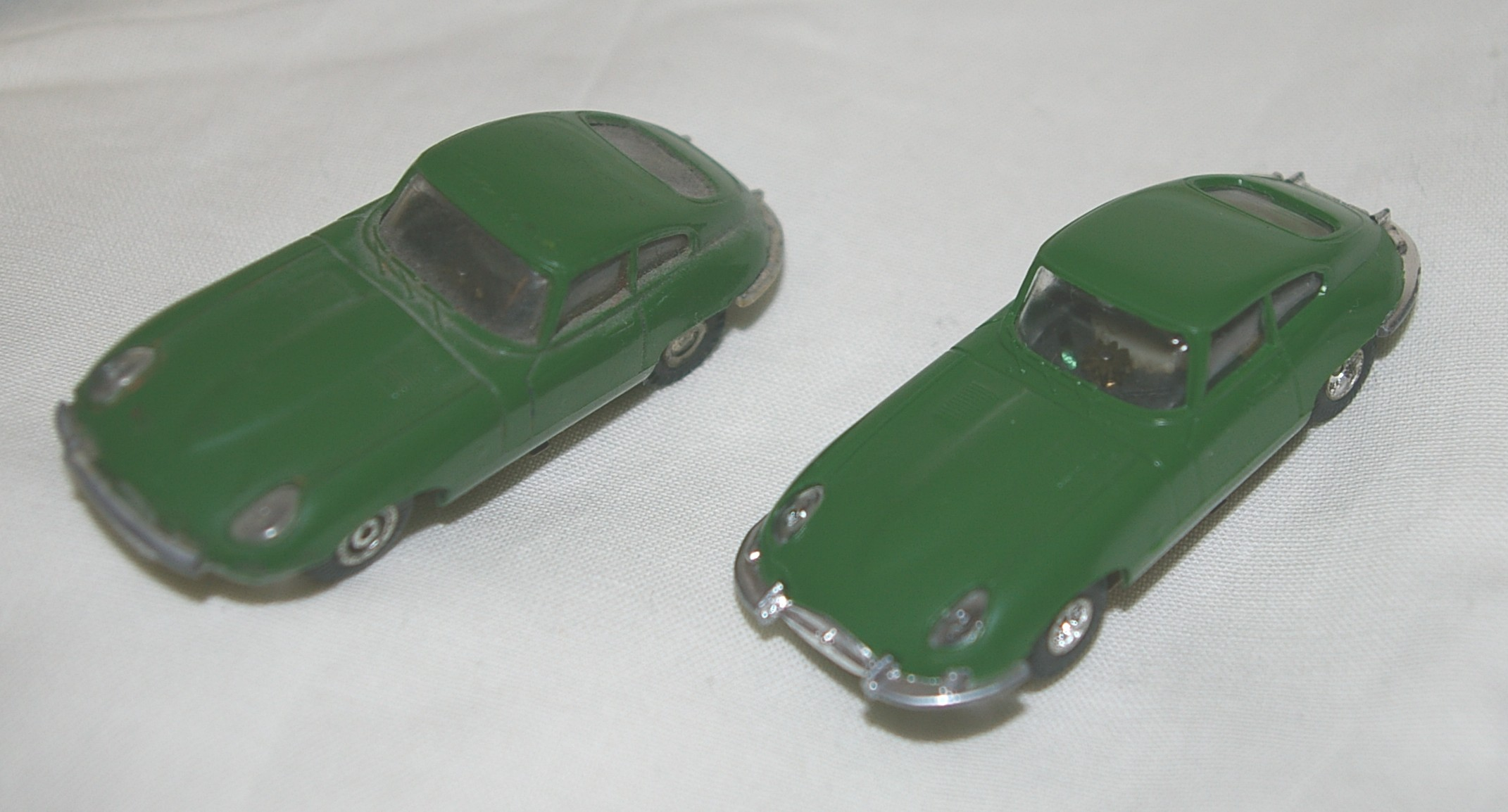
Jaguar E (intensiv bespielt und unbespielt)

Obwohl die AMS-Fahrzeuge nicht mehr die heutigen Ansprüche in Sachen Maßstab, Technik und Modelltreue erfüllen, gibt es weltweit einen großen Sammlerkreis, da AMS ein klassischer Fall eines abgeschlossenen Sammelgebiets ist: Sämtliche Produkte sind bekannt, und der Wunsch nach Vollständigkeit ist finanziell noch realisierbar, wenn auch einige Produkte, insbesondere wenn sie selten und/oder neuwertig erhalten sind, mittlerweile hohe Sammlerpreise erzielen.

#### Rennbahnen

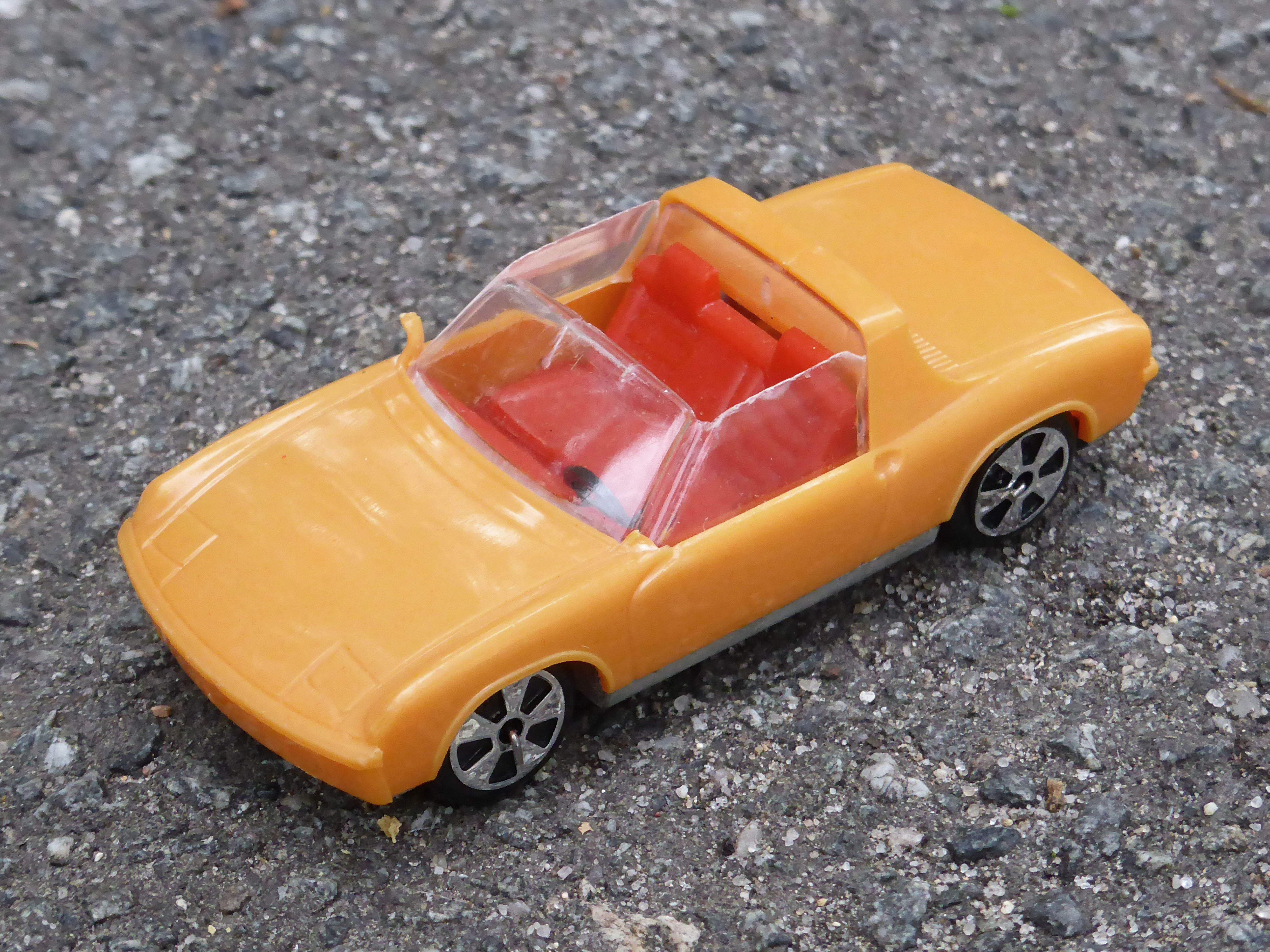
Hit-Car Porsche 914/6 von Faller

Faller Hit-Car war ein motorloses Rennbahnsystem, bei dem nach dem gleichen Prinzip wie bei Hot Wheels von Mattel die Fahrzeuge von Katapulten gestartet wurden. Die Autos hatten die gleiche Größe wie die AMS-Modelle. Zwischen 1969 und 1979 wurden zahlreiche Bahnelemente (Loopings, Weichen etc.) und Fahrzeugmodelle angeboten. Der Tod eines der Faller-Brüder beendete die Weiterentwicklung der Modellserie.
1967 nahm Faller das Autorennbahn-System Faller Club Racing international in den damals populären Nenngrößen 1:24 und 1:32 in das Programm auf. Neben einigen Fahrzeugen wurde hierzu auch ein eigenes Schienensystem entwickelt, das sich insbesondere durch eine durchgehend verklebte Leiterlitze von den Systemen anderer Hersteller unterschied.
Bereits 1968 wurde die Weiterentwicklung gestoppt und das System wieder vom Markt genommen.

#### Faller Car-System
Dieses zur Spielwarenmesse in Nürnberg 1989 erstmals vorgestellte und bis heute produzierte System stellt einen modernen Nachfolger des AMS-Systems dar. Es nutzt jedoch wesentlich modernere Technik, und die Fahrzeuge sind maßstabsgerecht in 1:87 gehalten; später kamen auch Fahrzeuge in den Maßstäben 1:120 (TT) und 1:160 (N) dazu. Die Stromversorgung erfolgt durch Akkus im Fahrzeug, die Lenkung durch Permanentmagnete an lenkbaren Vorderachsen mit Hilfe in der Fahrbahn eingebetteter Drähte.

### Flugzeugmodelle
Von den 1950er Jahren bis in die 1970er Jahre bot Faller auch Flugzeugmodellbausätze an. Dazu wählte man den Maßstab 1:100, der nicht von vielen Herstellern angeboten wurde. Die Modellpalette umfasste auch spezielle Modelle wie z. B. den Wright-Doppeldecker oder die deutschen Flugkörper V1 und V2. Dazu gab es Modelle der deutschen Luftwaffe aus dem Zweiten Weltkrieg (Bf 109, He 111, Ju 88) sowie Hubschrauber, Transportflugzeuge und Verkehrsflugzeuge der Nachkriegszeit. Auch zivile Modelle wie die Passagiermaschine Caravelle oder Sportflugzeuge und Segelflugzeuge waren im Angebot.
Die Originaltreue der Modelle war zwar gering, aber geschickte Bastler nutzten diese Basisbausätze zur Herstellung von Varianten. Ein Highlight war der Wechselstrom-Elektromotor 3–6 Volt, der eine beigefügte Luftschraube bewegte. So konnte z. B. eine He 111 mit rotierenden Propellern ausgestattet werden. Dieser Motor wurde von Modellbauern auch gern in anderen Maßstäben eingesetzt.

### Go-Karts
Ab Herbst 2006 stellte Faller eine Go-Kart-Bahn in der Nenngröße H0 mit zwei parallel verlaufenden, verschlungenen und sich zwei Mal kreuzenden Fahrbahnen her. Die mitgelieferten Fahrzeuge wurden durch eine doppelspurige Metalllitze mit Strom versorgt und entsprachen dem AMS-System. Da es sich um die Nachbildung eines Rennbetriebes handelte, entfielen die Elemente aus dem Straßen- und Bahnverkehr. Die Produktion wurde wieder eingestellt.